# Эмилиева дорога

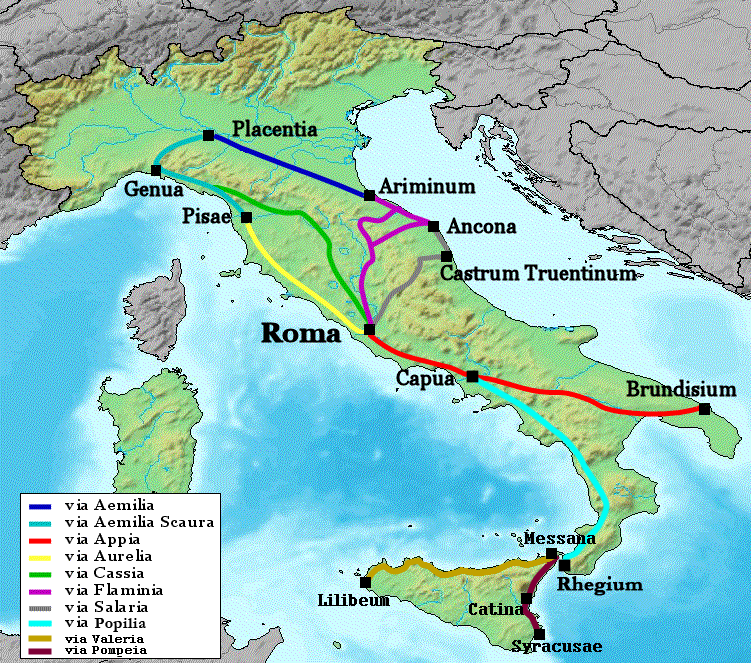
Эмилиева дорога обозначена синим цветом

Эмилиева дорога (лат. Via Aemilia) — римская дорога, построенная в 188 (187) году до нашей эры консулом Марком Эмилием Лепидом. 
Военная дорога Эмилия («Дорога Эмилия») была построена Древним Римом на местности, заселённой племенами лингонов, сенонов и бойев, для их покорения, от города Плаценция (ныне Пьяченца) на реке По до города Ариминум (ныне Римини) на Адриатическом море, протяженностью около 300 километров.
Дорога соединяет Пьяченцу и Римини и проходит через многие города, расположенные в итальянском регионе Эмилия-Романья (регион Эмилия получил своё имя по названию этой дороги).
Большинство городов, через которые проходит Эмилиева дорога (Aemilia via), были основаны римлянами, на покорённых землях: Пьяченца (Placentia), Фиденца (Fidentia), Парма, Реджо-нель-Эмилия (Regium Llepidi), Модена (Mutina), Болонья (Bononia), Имола (Forum Cornelii), Фаэнца (Faventia), Форли (Forum Livii), Чезена (Caesena), Римини (Ariminum).
Эмилиева дорога соединяет между собой две важные римские дороги: Фламиниеву дорогу (из Рима в Римини) и Постумиеву дорогу (из Генуи в Пьяченцу).
Сегодня Эмилиева дорога совпадает с национальной трассой № 9. В честь дороги назван астероид (159) Эмилия, открытый в 1876 году.